# Preuseville
Preuseville ist eine französische Gemeinde mit 167 Einwohnern (Stand: 1. Januar 2022) im Département Seine-Maritime in der Region Normandie. Sie gehört zum Arrondissement Dieppe, zum Kanton Neufchâtel-en-Bray und ist Teil des Kommunalverbands Londinières.

## Geographie
Preuseville ist ein Bauerndorf im Naturraum Pays de Bray. Es liegt 31 Kilometer östlich von Dieppe.

### Nachbargemeinden
| Grandcourt |            | Dancourt                 |
| Puisenval  | Kompass    | Saint-Riquier-en-Rivière |
|            | Smermesnil | Callengeville            |

## Bevölkerungsentwicklung
Die Bevölkerungsanzahl ist durch Volkszählungen seit 1793 bekannt. Die Einwohnerzahlen bis 2005 werden auf der Website der École des Hautes Études en Sciences Sociales veröffentlicht.
| Jahr | Bevölkerungsanzahl |
| ---- | ------------------ |
| 1962 | 294                |
| 1968 | 255                |
| 1975 | 222                |
| 1982 | 186                |
| 1990 | 160                |
| 1999 | 147                |
| 2006 | 157                |
| 2015 | 125                |

## Sehenswürdigkeiten
Es gibt zwei Kirchen: die Église Saint-Jean-Baptiste (Johannes der Täufer) und die Église Notre-Dame (im Ortsteil Hesmy).

## Persönlichkeiten
Der Historiker Dieudonné Jean Baptiste Dergny wurde am 29. August 1830 in Preuseville geboren und verstarb am 11. September 1902 in Grandcourt. Er schrieb Bücher über die Geschichte des Pays de Bray.